# Angelo Conterno
Angelo Conterno (né le 13 mars 1925 à Turin et mort le 1er décembre 2007) est un coureur cycliste italien. Professionnel de 1950 à 1965, il est le premier Italien à avoir remporté le Tour d'Espagne, en 1956. Il a également gagné trois étapes du Tour d'Italie et le Championnat de Zurich en 1959.

## Palmarès

### Palmarès amateur
- 1950
  - Coppa Città di Cuorgnè
  - Turin-Valtournenche
  - 3e du Trofeo Banfo

### Palmarès professionnel
- 1950
  - 10e du Tour de Lombardie
- 1951
  - 6e du Tour de Lombardie
- 1952
  - Trofeo Ponsin
  - 2e étape du Tour d'Italie
  - 2e de Milan-Vignola
  - 3e du Tour de Toscane
- 1953
  - Tour des Apennins
  - 2e du Grand Prix de Cannes
  - 5e du Tour d'Italie
  - 5e du Tour de Lombardie
- 1954
  - 4e étape du Tour d'Italie
  - Tour du Latium
  - 2e du Tour des Apennins
  - 3e du Tour du Piémont
  - 3e du Grand Prix de l'industrie et du commerce de Prato
  - 3e de la Coppa Bernocchi
  - 8e de Paris-Tours
  - 10e du Tour d'Italie
- 1955
  - 6e (contre-la-montre par équipes) et 18e étapes du Tour d'Italie
  - 2e du Tour du Piémont
  - 3e du Tour de la province de Reggio de Calabre
  - 3e du Tour de Lombardie
- 1956
  - Tour de Campanie
  - Tour d'Espagne :
    -  Classement général
    - 2e étape
- 1957
  - Tour de Vénétie
  - 3e des Trois vallées varésines
  - 3e du Tour d’Émilie
  - 3e du Tour de Romagne
  - 3e de Paris-Tours
  - 7e du Tour de Lombardie
- 1958
  - Tour de la province de Reggio de Calabre
  - 2e d'Anvers-Ougrée
  - 3e du Tour des Flandres
  - 3e du Trofeo Fenaroli
  - 4e de Milan-San Remo
  - 10e du Tour de Lombardie
- 1959
  - Championnat de Zurich
  - 3e étape du Tour de Romandie
  - Tour du Tessin
  - 2e du Tour de Toscane
  - 3e de Milan-Mantoue
  - 3e du Tour de la province de Reggio de Calabre
  - 3e du championnat d'Italie sur route
  - 4e du Tour de Romandie
  - 5e de Liège-Bastogne-Liège
  - 10e du championnat du monde sur route
- 1960
  - 3e du championnat d'Italie sur route
  - 3e des Trois vallées varésines
  - 7e du Tour de Romandie
- 1961
  - Tour du Piémont
  - Trophée Matteotti
  - 2e du Grand Prix de Monaco
  - 2e de Milan-Turin
  - 2e du Tour du Tessin
  - 3e du Tour de Vénétie
  - 8e du Tour de Lombardie
- 1962
  - 6e du Tour de Lombardie
- 1963
  - 2e du Championnat de Zurich
  - 6e du Tour de Lombardie
- 1964
  - 3e du Grand Prix de l'industrie et du commerce de Prato

### Résultats sur les grands tours

#### Tour d'Espagne
1 participation
- 1956 :  Vainqueur du classement général, vainqueur de la 2e étape,  maillot jaune pendant 18 jours

#### Tour d'Italie
11 participations
- 1952 : 24e, vainqueur de la 2e étape,  maillot rose pendant 1 jour
- 1953 : 5e
- 1954 : 10e, vainqueur de la 4e étape
- 1955 : 18e, vainqueur des 6e (contre-la-montre par équipes) et 18e étapes
- 1957 : abandon
- 1958 : abandon
- 1959 : 14e
- 1960 : 21e
- 1961 : 16e
- 1962 : 21e
- 1963 : 27e

#### Tour de France
1 participation
- 1956 : 41e